# Lepanthes estrellensis
Lepanthes estrellensis är en orkidéart som beskrevs av Oakes Ames. Lepanthes estrellensis ingår i släktet Lepanthes och familjen orkidéer.
Artens utbredningsområde är Costa Rica. Inga underarter finns listade i Catalogue of Life.